# Habenaria xanthochlora
Habenaria xanthochlora är en orkidéart som beskrevs av Rudolf Schlechter. Habenaria xanthochlora ingår i släktet Habenaria och familjen orkidéer. Inga underarter finns listade i Catalogue of Life.